# 何鼎
何鼎，贵州贵阳人，清朝政治人物，進士出身。
咸豐十年（1860年）清文宗三旬庚申科進士，二甲七十六名，官葉縣知縣，著有《游嵩日記》。